# Brücke über den Kwai
Die Brücke über den Kwai ist eine Eisenbahnbrücke im Zuge der Thailand-Burma-Eisenbahn.

## Geografische Lage
Die Brücke führt über den Mae Nam Mae Klong (heute: Mae Nam Khwae Yai (Thai: แม่น้ำแควใหญ่, Aussprache: [mɛ̂ː náːm kʰwɛː jàj]), „Großer Nebenfluss“; oder nur Khwae Yai, international bekannt als River Kwai). Sie liegt bei Kanchanaburi. Hier vereinigt sich der Khwae Yai mit dem Khwae Noi und heißt von da an Mae Klong.

## Geschichte

### Vorgeschichte
Nachdem das Japanische Kaiserreich im Zweiten Weltkrieg 1942 auch Thailand besetzt hatte, arrangierte die thailändische Regierung sich mit den Besatzern und trat auf japanischer Seite in den Krieg ein. Die japanische Generalität strebte eine Verbindung der Eisenbahn Thailands mit der in Burma an, um den langen und damit riskanten Transport über See um die Malaiische Halbinsel, durch die Straße von Malakka und um Singapur herum zu vermeiden. Sie wollte damit strategisch den Angriff auf Britisch-Indien vorbereiten.
Da die Japaner im unmittelbaren Umfeld ihrer Kapitulation zahlreiche Unterlagen vernichteten, auch solche über den Bau der Bahnstrecke und der Brücke, sind viele historische Details zu den Bauaktivitäten an der Thailand-Burma-Eisenbahn ungeklärt.

### Bau
Seit Februar 1942 wurde die Trasse vermessen, seit März Vorbereitungen zum Bau getroffen. Im Juni 1942 wurde der Bau angeordnet, am 5. Juli 1942 der Null-Kilometerstein in Nong Pladuk gesetzt. Der Streckenbau erfolgte im Wesentlichen durch eine große Zahl von Kriegsgefangenen und Zwangsarbeitern. Anfang 1943 war die Strecke bis Kanchanaburi in Betrieb.
Die erste „Brücke über den Kwai“ wurde bereits im Sommer 1943 für den Baubetrieb aus Holz errichtet. Die Angaben zum Abschluss der Bauarbeiten an der Brücke variieren zwischen Mai und September 1943. Später, als entsprechendes Material aus Japan eingetroffen war, wurde eine zweite parallele Brücke aus Beton und Stahl gebaut. Außerdem bestand ein Trajektverkehr an dieser Stelle, von dem nicht bekannt ist, ob er nur vor der Vollendung der ersten Brücke in Betrieb war oder auch als Ersatz bei Beschädigung der Brücken eingesetzt wurde.

### Betrieb
Brücken waren aufwändiger zu reparieren als Gleise oder Bahndämme und bildeten daher das bevorzugte Ziel von Angriffen der Alliierten. Das galt besonders für die Brücke über den Kwai, die mit 320 Metern damals die zweitlängste in Thailand und damit auch für Flugzeuge als Angriffsziel gut auszumachen war. Bei solchen Angriffen wurde sowohl die hölzerne Kwai-Brücke als auch die 200 Meter flussaufwärts gelegene Stahlbrücke immer wieder beschädigt und anschließend repariert. Unklar ist dabei, ob die Holzbrücke abgerissen und wieder aufgebaut wurde, als die Bombenangriffe zahlreicher wurden, oder ob die ursprünglich errichtete Holzbrücke stehen blieb. Meistens gelang es den Japanern so, immer mindestens eine der Brücken betriebsfähig zu halten. Als die Mittel, die Stahlbrücke zu reparieren, ausgingen, wurde nur noch die Holzbrücke ausgebessert. Als die Schäden durch die Luftangriffe zu umfangreich wurden, musste im Juni 1945 der Betrieb auf der Strecke endgültig eingestellt werden.

### Nachkriegszeit

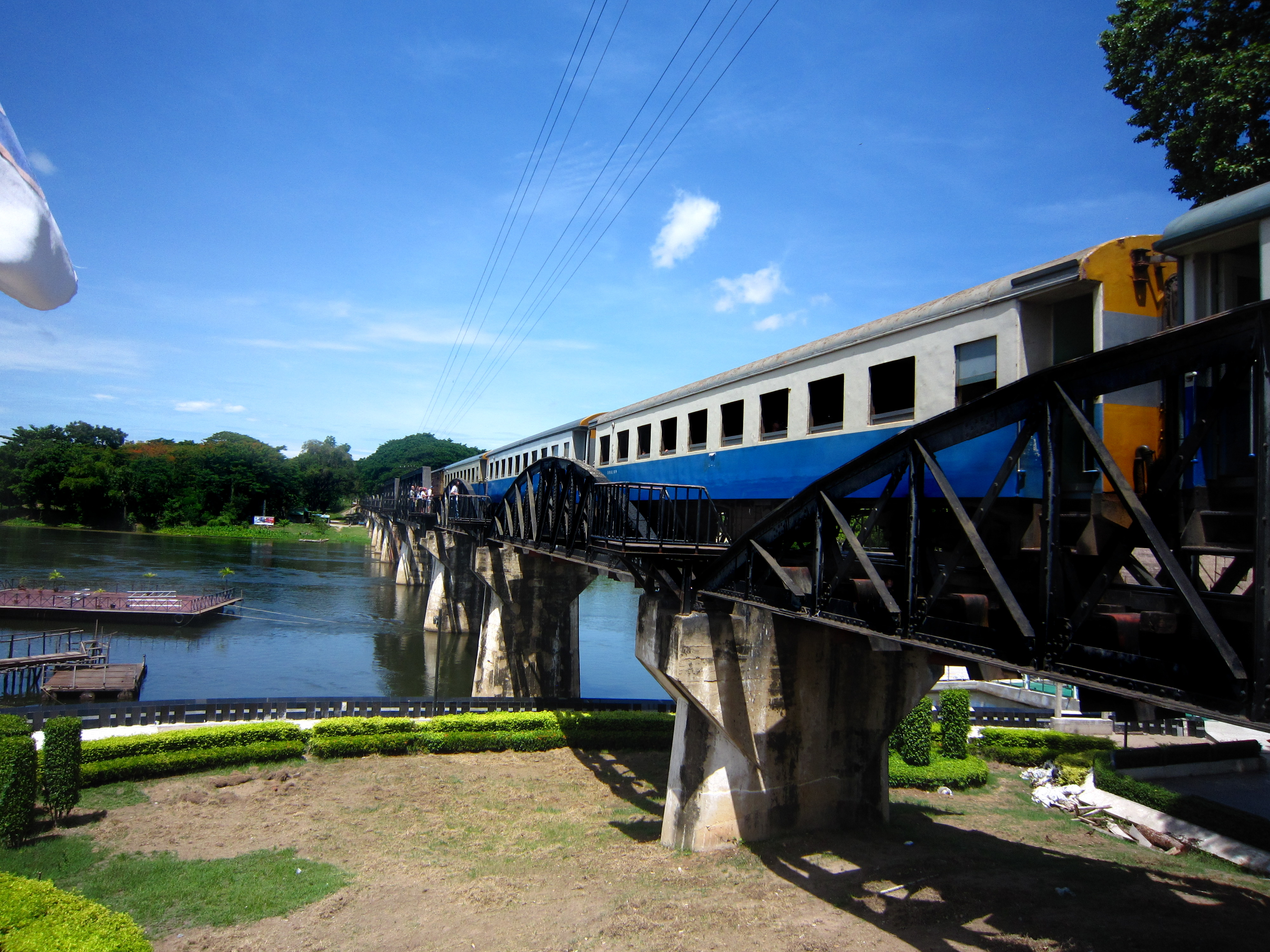

Die Stahlbrücke, von der letztendlich drei Spannen zerstört waren, wurde nach dem Krieg 1946 von einer japanischen Firma wieder aufgebaut und ist heute Teil der Bahnstrecke nach Nam Tok. Die hölzerne zweite Brücke über den Mae Klong wurde bereits 1946 abgetragen. 1971 wurde die Stahlbrücke erneut instand gesetzt.

## Berühmtheit
Die Brücke wurde durch den Roman Die Brücke am Kwai von Pierre Boulle und dessen Verfilmung durch David Lean weltbekannt.

## Name
Die Benennung der Brücke war unzutreffend: Sie führte über den Mae Nam Mae Klong, während die Eisenbahnstrecke größtenteils entlang des Khwae Noi (in englischer Umschrift „Kwai“) verlief. Von diesem Fluss erhielt die Brücke aber ihren literarischen Namen. Um das in Übereinstimmung zu bringen, wurde in den 1960er-Jahren der Oberlauf des Mae Klong, oberhalb von Kanchanaburi, in Khwae Yai umbenannt, sodass die Brücke nun wirklich über einen Fluss namens Khwae („Kwai“) führt.

## Filme
- Die Brücke am Kwai (The Bridge on the River Kwai), USA/GBR 1957, Regie: David Lean
- To End All Wars – Die wahre Hölle (To End All Wars), USA/GBR/THL 2001, Regie: David L. Cunningham